# جامعة بيلغورود الحكومية
جامعة بيلغورود الحكومية (الروسية: Белгородский государственный университет) هي واحدة من أقدم الجامعات التعليمية في روسيا، حيث تقع في مدينة بيلغورود.

## تاريخ الجامعة

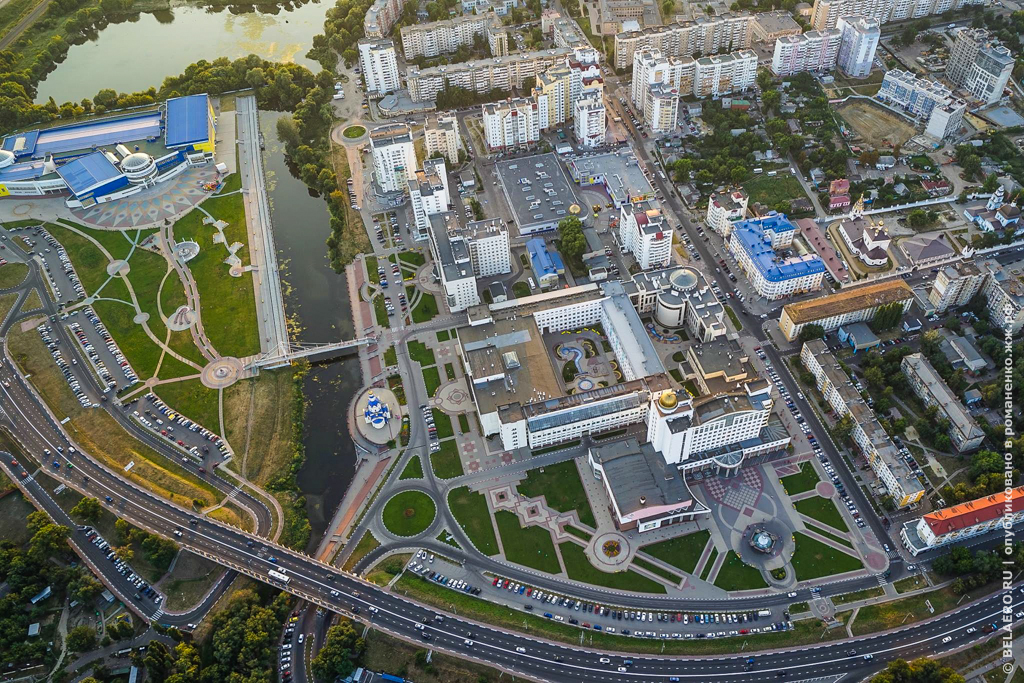
المبنى الرئيسي لجامعة بيلغورود الحكومية

في 26 سبتمبر 1876، تم تأسيس معهد تدريب المعلمين - التاسع من نوعه في روسيا - بأمر من وزارة التعليم العام الروسية.
في 4 يونيو 1919، أعيد تنظيم معهد بيلغورود لتدريب المعلمين إلى معهد بيلغورود التربوي بأمر من مفوضية الشعب للتعليم في روسيا الاتحادية الاشتراكية السوفياتية، وفي عام 1920 أعيد تنظيمه في معهد بيلغورود للتعليم العام.
في عام 1922، أعيد تنظيم معهد بيلغورود للتعليم العام ليصبح معهد بيلغورود العملي للتعليم العام، والذي أعيد ترتيبه في المدرسة الثانوية التربوية في سبتمبر 1923.
في عام 1939،أصبح معهد تدريب المعلمين مرة أخرى.
اضطرت الجامعة إلى تعليق عملها مؤقتًا في عام 1941 بسبب اندلاع الحرب العالمية الثانية واستأنفت عملها فقط عندما تم تحرير المنطقة تمامًا من الفاشيين - في عام 1944، ولكن في بلدة ستاري أوسكول، لأن بيلغورود خرجت من الحرب مدمرًا بالكامل تقريبًا.
منذ عام 1957، تقع الجامعة في بيلغورود. في الوقت الحاضر للجامعة أكثر من حرم داخل وخارج المدينة.
في أوائل العقد الأول من القرن الحادي والعشرين، بدأ مجمع الجامعة في التطور والتوسع بسرعة بسبب المباني الجديدة ذات المعدات الحديثة. زاد عدد الطلاب على مدى السنوات السبع الماضية بأكثر من ثلاث مرات.

## كليات الجامعة
تضم الجامعة الكليات التالية:
- كليه الهندسة رياضية.
- كليه الطب. [2]
- كليه القضاء.
- كليه الاقتصاد.
- كليه الصحافة.
- كليه علم النفس.
- كليه القانون.
- كليه العلوم الاجتماعية.
- كليه التجارة والأعمال.
- كليه علوم الفيزياء.
- كليه الشؤؤن الخاصة.
- كليه الشؤؤن الدولية.[3]